# Ferdi Silz
Ferdinand (Ferdi) Silz (30 november 1915 – Krefeld, 26 mei 1963) was een in Oostenrijk geboren voetbaltrainer met de Duitse nationaliteit.
Silz werkte na de Tweede Wereldoorlog, waarin hij als militair een oog verloor, geruime tijd als trainer in Duitsland. In 1954 was hij trainer van profclub Sportclub Venlo '54 dat in de NBVB-competitie uitkwam. Na de fusie bleef hij tot 1956 trainer van VVV. In het seizoen 1956/57 was hij trainer bij N.E.C. maar hij moest daar in maart 1957 voortijdig vertrekken. Hij keerde terug naar Duitsland en in 1961 weer in Venlo waar hij tot 1963 wederom trainer van VVV was. In zijn laatste jaar in Venlo was hij wegens ziekte al geruime tijd afwezig en hij overleed op 47-jarige leeftijd in het ziekenhuis in zijn woonplaats Krefeld.